# Чурюков, Василий Николаевич
Василий Николаевич  Чурюков вариант Чуриков (1876 (или 1878) — после 1929) — слесарь, депутат Государственной думы I созыва от Московской губернии

## Биография

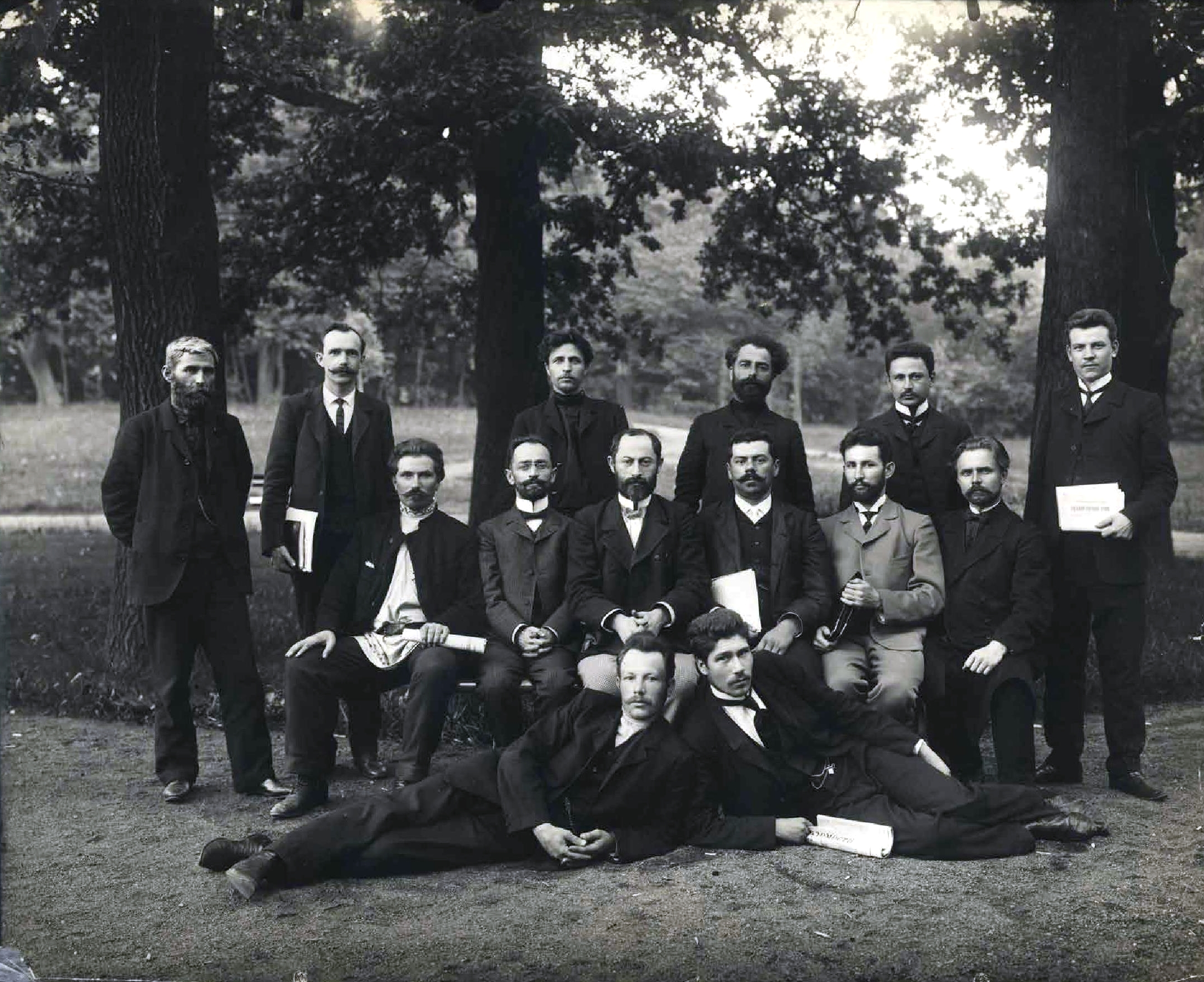
Социал-демократическая фракция I Государственной думы. Стоят: И. И. Рамишвили, И. Ф. Савельев, З. И. Выровой, С. Н. Церетели, И. Г. Гомартели, А. И. Смирнов; сидят: М. И. Михайличенко, С. Д. Джапаридзе, Н. Н. Жордания, В. А. Ильин, П. А. Ершов, И. Е. Шувалов; лежат: В. Н. Чурюков, И. И. Антонов

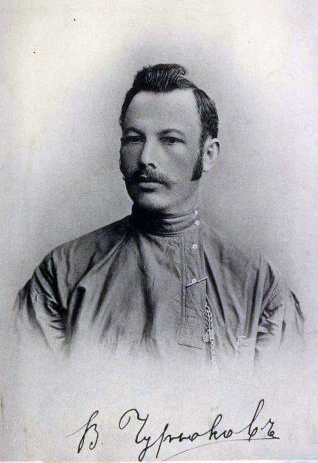
Чурюков, Василий Николаевич

Происходит из крестьян села Ознобишино Дубровицкой волости Подольского уезда Московской губернии. Окончил начальную школу, затем окончил земское училище. Слесарь на заводе Московского товарищества механических изделий при станции Климово (Климовка) Московско-Казанской железной дороги (по другим сведениям слесарь Клинского механического завода). Член РСДРП. Меньшевик. При избрании в Думу называл себя «внепартийным социал-демократом».
26 марта 1906 избран в Государственную думу I созыва от общего состава выборщиков Московского губернского избирательного собрания.
Выборщики Волоколамского уезда обратились у нему с наказом из 10 пунктов:
1. Принудительное отчуждение частновладельческих земель.
2. Сложение акцизов с предметов первой необходимости.
3. Всесословная волость.
4. «Уравнение крестьян с барами».
5. Изменение земского положения.
6. Упразднение опеки над крестьянами и, в частности, отмена должности земских начальников.
7. Уничтожение административных взысканий.
8. Введение прогрессивного налога.
9. «Чтобы доставка рекрутов было пропорциональная из известного количества десятин. Но если владельцы земель откажутся по неимению у них в наличности людей, тогда должны выработать на этот предмет особый на них налог».
10. Чтобы были установлены более строгие наказания за казнокрадство[3].

Губернатор Москвы В. Ф. Джунковский вспоминал, что на напутственном молебне, отслуженном в его домовой церкви перед отъездом депутатов в Петербург, и на завтраке в честь этого случая социал-демократ Чурюков держал себя очень скромно и больше присматривался к другим.
Участвовал в Третьем съезде конституционно-демократической партии 21—25 апреля 1906 года. Выступил на дневном заседании 22 апреля, указав необходимость включения в резолюцию рабочего вопроса, хотя вследствие тактики бойкота рабочие не имеют настоящего представительства в Думе. По его мнению рабочие поддержат требования осуществления свобод, полной амнистии и уничтожения Государственного Совета. 
В Думе вошёл в Трудовую группу, а с образованием Социал-демократической фракции перешёл в неё. Подписал аграрный проект «33-х». Выступал в прениях по ответному адресу, по законопроекту о собраниях; заявил, что «если правительство нарушит нашу неприкосновенность, встанет нам на дороге, мы тогда выйдем скажем: правительство не хочет счастья народа! Мы тогда сами пойдем и его сами добудем». 30 апреля на 3-м заседании Думы от членов Трудовой группы совместно С. М. Корнильевым внёс предложение к председателю Думы обратиться непосредственно к Государю и выразить ему «непреклонную волю народных представителей или, что то же, волю всего народа», чтобы политические заключённые были освобождены. Неотложность обращения отклонена голосованием, вопрос оставлен до обсуждения политической амнистии.
10 июля 1906 года в г. Выборге подписал «Выборгское воззвание» и осуждён по ст. 129, ч. 1, п. п. 51 и 3 Уголовного Уложения, приговорён к 3 месяцам тюрьмы и лишён права быть избранным.
Судя по данным ОГПУ, при советской власти В. Н. Чуриков вернулся родину и к крестьянскому труду. 19 октября 1929 г. Чуриков Василий Николаевич, родившийся в 1878 году в д. Ознобишино Подольского района был арестован и 18 ноября 1929 г. приговорён ОСО при ОГПУ по обвинению по 58-10 УК РСФСР (антисоветская агитация) к ссылке в Северный край на 3 года.
Дальнейшая судьба неизвестна.
Реабилитирован в октябре 1998 г. прокуратурой г. Москвы.